# トウキササゲ
トウキササゲ（唐楸、Catalpa bungei）は、ノウゼンカズラ科の落葉高木の1種。

## 名称
「梓」は本来アズサではなく本種と同属のキササゲ Catalpa ovata であるとされるが、牧野富太郎は正確には本種トウキササゲであるとする。ただし、現代中国語では、「梓」はキササゲのことで、同じ「きささげ」の訓のある「楸」が本種のことである。
種小名 bungei は、本種の標本を採取したロシアの植物学者アレクサンドル・ブンゲ Alexander Bunge への献名である。

## 分布
中国原産。

## 利用
中国ではキササゲと共に、街路樹や木材として利用される。
実は生薬となる。日本薬局方は、本種とキササゲをともに生薬「キササゲ」として認める。これはまた「梓実（しじつ）」とも呼ばれる。